# Señor Hulot
El señor Hulot es un personaje cinematográfico creado e interpretado por el  director, actor y guionista francés Jacques Tati. Apareció por primera vez en 1953 en la película Las vacaciones del señor Hulot. 
Se trata de un personaje que contiene todas las características del cine mudo, pero que únicamente apareció en películas sonoras.

## Descripción
El personaje se caracteriza por su forma de andar, su impermeable y sus pantalones un poco cortos para él, su pipa, su paraguas y su sombrero. Según algunos cinéfilos, sus problemas de adaptación a la sociedad hacen de él un personaje tanto burlesco como atractivo. 
El señor Hulot es un personaje del cine sonoro que parece que se haya escapado del cine mudo. Se choca con la tecnología y con un mundo impersonal demasiado moderno para él. Jacques Tati utiliza sus capacidades de mimo para enfrentar al personaje a los ritmos y los problemas del mundo en transformación. El señor Hulot se ha vuelto famoso en Francia desde el estreno de su primera película que cuenta sus aventuras, reemplazando así al personaje de Jour de fête, película que Jacques Tati realizó seis años atrás.
Él mismo declaró acerca de su nuevo personaje: 

Tuve la idea de representar al señor Hulot, un personaje con completa independencia, con un desinterés absoluto y que su insensatez, que es su mayor defecto, hace de él en nuestra época, un inadaptado.

El señor Hulot se inscribe de esa forma en el linaje de los burlescos del cine mudo como fueron también actores o guionistas como Max Linder, Charlie Chaplin, Harold Lloyd, Buster Keaton, etc.

## Los coches del señor Hulot

### El coche de vacaciones
Gracias a su originalidad y su presencia continua durante toda la película, el viejo coche de los años veinte del señor Hulot es un personaje por sí mismo en Las vacaciones del señor Hulot. Este coche era originalmente un coche de categoría administrativa Cyclecar, 1100 cm³ máximo, de la marca francesa Salmson, tipo VAL 3 (cochecito André Lombard, el ingeniero que la había fabricado), que André Pierdel, encargado de los efectos especiales, había modificado para las necesidades de la película. Stéphane  Pajot nos explica cómo hicieron de él un coche viejo e inventivo: 

Normalmente, el coche tenía aletas redondeadas. Las he cortado rectas y hemos añadido una rueda de repuesto en el lado con una pera cuerno. Tati quería que parezca más graciosa y que haga detonaciones. De hecho, estaba escondido en el maletero del coche con una manguera y talco durante el rodaje para que salga humo del tubo de escape. En una escena, el paquete de talco se cae en la carretera pero no se ve mucho. Para añadir a su efecto ridículo, hemos añadido el filete, la caña de pescar…”

Según Jean-Philippe Guérand, el coche mutilado y ridiculizado para añadir al aspecto cómico de la película, ha conocido sus tiempos de gloria. En efecto, ganó varios concursos de carreras automóviles como en 1923 la de 24 horas de Bol d’or de Saint-Germain-en-Laye.

### El coche deTráfico
Se trata de una Renault 4L, diseñada por el señor Hulot (entendemos que se trata del diseñador) y transformada en un coche de camping revolucionario con diversos gadgets (como la parrilla que se puede bajar horizontalmente para hacer barbacoas). Se creó para una presentación en el salón del automóvil de Ámsterdam. 

## Inspiración
Jacques Tati se inspiró en su vecino arquitecto para la creación de su personaje. El nieto de este explicó en una entrevista·: 

De pequeño, había escuchado hablar a mis padres del tema. Para estar seguro, llame a la hija del cineasta y pude recomponer la historia. Mi abuelo era el arquitecto del edificio en el  que vivía Jacques Tati. Cada vez que había un problema, la portera decía: «iHay que llamar al señor Hulot!». Lo repetía siempre como un leitmotiv. Parece que mi abuelo tenía una silueta particular que interesó a Tati. Además, cuando creó su personaje tan famoso se acordó del nombre y preguntó si podía utilizarlo.

## Filmografía
- 1953: Las vacaciones del señor Hulot, de Jacques Tati
- 1958: Mi tío, de Jacques Tati
- 1967: Playtime, de Jacques Tati
- 1970: Domicilio conyugal, de François Truffaut. El señor Hulot es interpretado por Jacques Cottin, doble de Jacques Tati en sus películas.
- 1971: Trafic, de Jacques Tati

## Prosperidad

### Playa y estatua del señor Hulot
El escultor francés Emmanuel Debarre creó una estatua de bronce del señor Hulot que ha sido instalada en el lugar de rodaje de Las vacaciones del señor Hulot al lado del “Hôtel de la Plage” (Hotel de la playa) que sirvió de balneario al personaje en Saint-Marc-sur-Mer, ciudad en la comuna de Saint-Nazaire. La playa hacía la que mira la estatua fue bautizada oficialmente como “playa del Señor Hulot”.
La estatua había sido creada con una pipa, accesorio indispensable al personaje pero esta ha sido robada poco después de la instalación de la estatua.

## Aparición en otras películas
Una imitación del señor Hulot (interpretado por su doble y sastre de Jacques Tati, Jacques Cottin) aparece en la estación de metro aéreo en París en la película Domicilio conyugal grabado en 1970 por François Truffaut.